# Mau Heymans

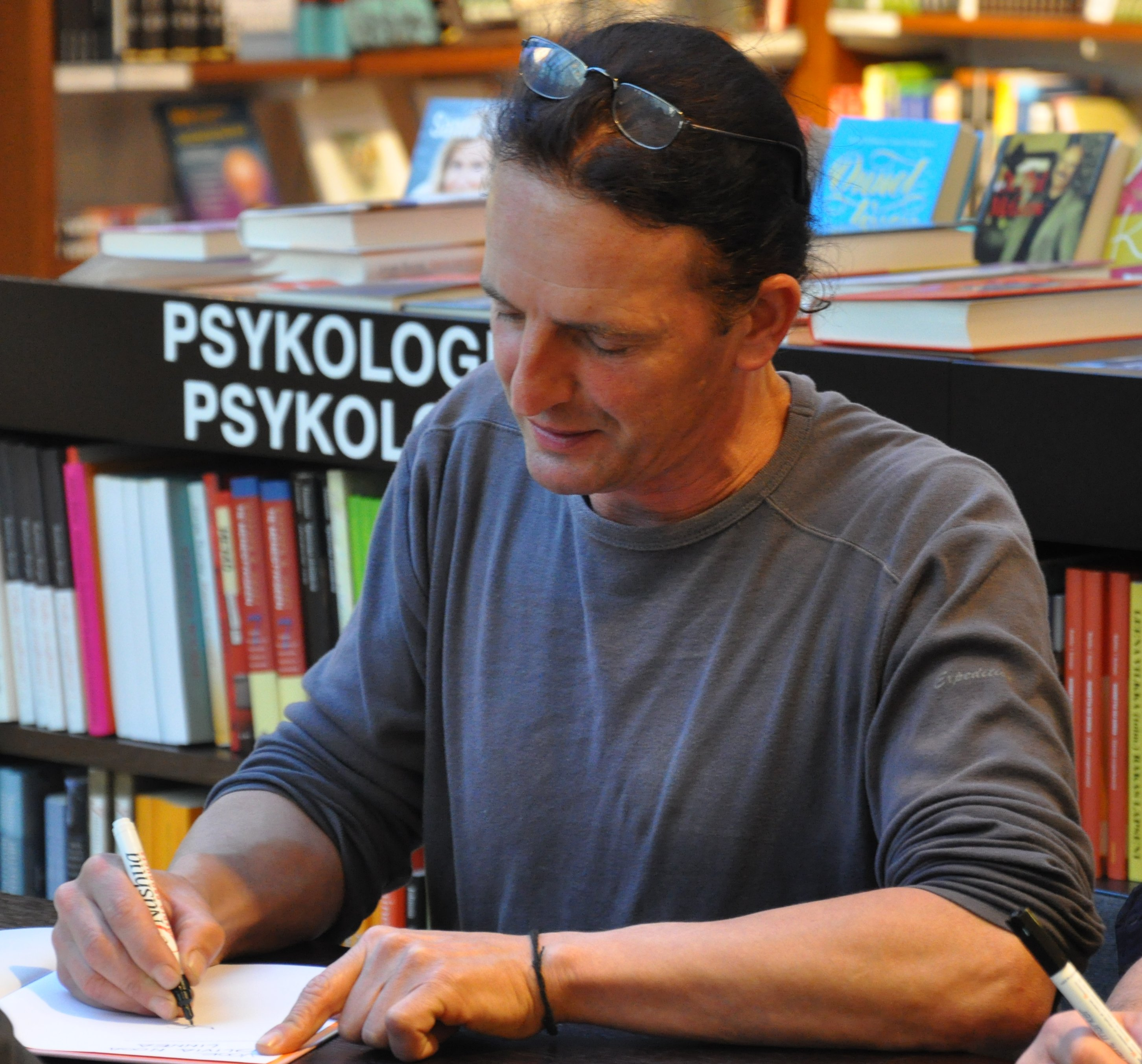
Mau Heymans

Mau Heymans (Veldhoven, 14 april 1961) is een Nederlands striptekenaar en scenarist die bekend is van zijn strips voor Donald Duck en andere Disneyfiguren. Hij is samen met zijn oudere broer Bas Heymans een van de meest productieve Disney striptekenaars uit Nederland.
Heymans' eerste verhaal verscheen in 1987 en was het begin van duizenden strips van zijn hand. Zijn tekenstijl is geïnspireerd op die van Carl Barks: lange nekken en snavels bij de eenden en de achtergrondgrapjes in zijn strips.
Naast tekenen schrijft hij ook scripts. Dit doet hij vooral samen met Kirsten de Graaf.